# Frankrike i olympiska sommarspelen 1972
Frankrike deltog med 227 deltagare vid de olympiska sommarspelen 1972 i München. Totalt vann de två guldmedaljer, fyra silvermedaljer och sju bronsmedaljer.

## Medaljer

### Guld
- Daniel Morelon - Cykling, sprint.
- Serge Maury - Segling, finnjolle.

### Silver
- Marc Pajot och Yves Pajot - Segling, Flying Dutchman.
- Guy Drut - Friidrott, 110 meter häck.
- Jacques Ladegaillerie - Fäktning, värja.
- Michel Carrega - Skytte, trap.

### Brons
- Gilles Bertould, Daniel Velasques, Francis Kerbiriou och Jacques Carette - Friidrott, 4 x 400 meter stafett.
- Christian Noël - Fäktning, florett.
- Jean-Claude Magnan, Christian Noël, Daniel Revenu, Bernard Talvard och Gilles Berolatti - Fäktning, florett lag.
- Jean-Louis Olry och Jean-Claude Olry - Kanotsport, C-2 slalom.
- Jean-Jacques Mounier - Judo, lättvikt.
- Jean-Paul Coche - Judo, mellanvikt.
- Jean-Claude Brondani - Judo, öppen klass.